# Asphondylia cytisi
Asphondylia cytisi är en tvåvingeart som beskrevs av Georg von Frauenfeld 1873. Asphondylia cytisi ingår i släktet Asphondylia och familjen gallmyggor. Inga underarter finns listade i Catalogue of Life.